# ألفارو دومينغيز سوتو
ألفارو دومينغيز سوتو (بالإسبانية: Álvaro Domínguez Soto)‏ (مواليد 15 مايو 1989 في مدريد - إسبانيا) لاعب كرة قدم إسباني سابق كان يلعب في مركز قلب الدفاع كما كان يجيد اللعب في مركز الظهير الأيسر.

## مسيرته الكروية
لعب ألفارو دومينغيز سوتو خلال مسيرته الاحترافية مع 3 أندية في أحد عشر موسمًا وسجل خلالها 8 أهداف ضمن 201 مباراة. ولم يفز بأي موسم بالكأس أو بالدوري.
خاض ألفارو دومينغيز سوتو مسيرته مع نادي أتلتيكو مدريد ب في موسم 2007–08 ولمدة موسمين، مشاركًا في 44 مباراة ولم يسجل أي هدف. ثم انتقل إلى نادي أتلتيكو مدريد في موسم 2008–09 ليلعب معه أربعة مواسم، حيث شارك في 76 مباراة سجل خلالها 5 أهداف. لينتقل بعدها إلى نادي بوروسيا مونشنغلادباخ في موسم 2012–13 ليلعب معه خمسة مواسم، مشاركًا في 81 مباراة سجل خلالها 3 أهداف.

## روابط خارجية
- ألفارو دومينغيز سوتو على موقع الاتحاد الدولي (مؤرشف)  (الإنجليزية)
- ألفارو دومينغيز سوتو على موقع الاتحاد الأوربي (الإنجليزية)
- ألفارو دومينغيز سوتو على موقع قاعدة بيانات كرة القدم.إي يو (الإنجليزية)
- ألفارو دومينغيز سوتو على موقع بيانات كرة القدم. دي إي (الألمانية)
- ألفارو دومينغيز سوتو على موقع ناشيونال فوتبول تيمز (الإنجليزية)
- ألفارو دومينغيز سوتو على موقع Soccerway.com (الإنجليزية)
- ألفارو دومينغيز سوتو على موقع عالم كرة القدم.نت (الإنجليزية)
- ألفارو دومينغيز سوتو على موقع أوليمبيديا (الإنجليزية)
- ألفارو دومينغيز سوتو على موقع AS.com (الإسبانية)